# Avanduse kommun
Avanduse kommun (estniska: Avanduse vald) var en tidigare kommun i landskapet Lääne-Virumaa i nordöstra Estland. Småköpingen Simuna utgjorde kommunens centralort.
Den 22 oktober 2005 uppgick kommunen i Väike-Maarja kommun.

## Orter
I Avanduse kommun fanns en småköping och nio byar.

### Småköpingar
- Simuna (centralort)

### Byar
- Avanduse
- Hirla
- Imukvere
- Kurtna
- Kärsa
- Käru
- Määri
- Nadalama
- Võivere